# Culinária japonesa no Brasil

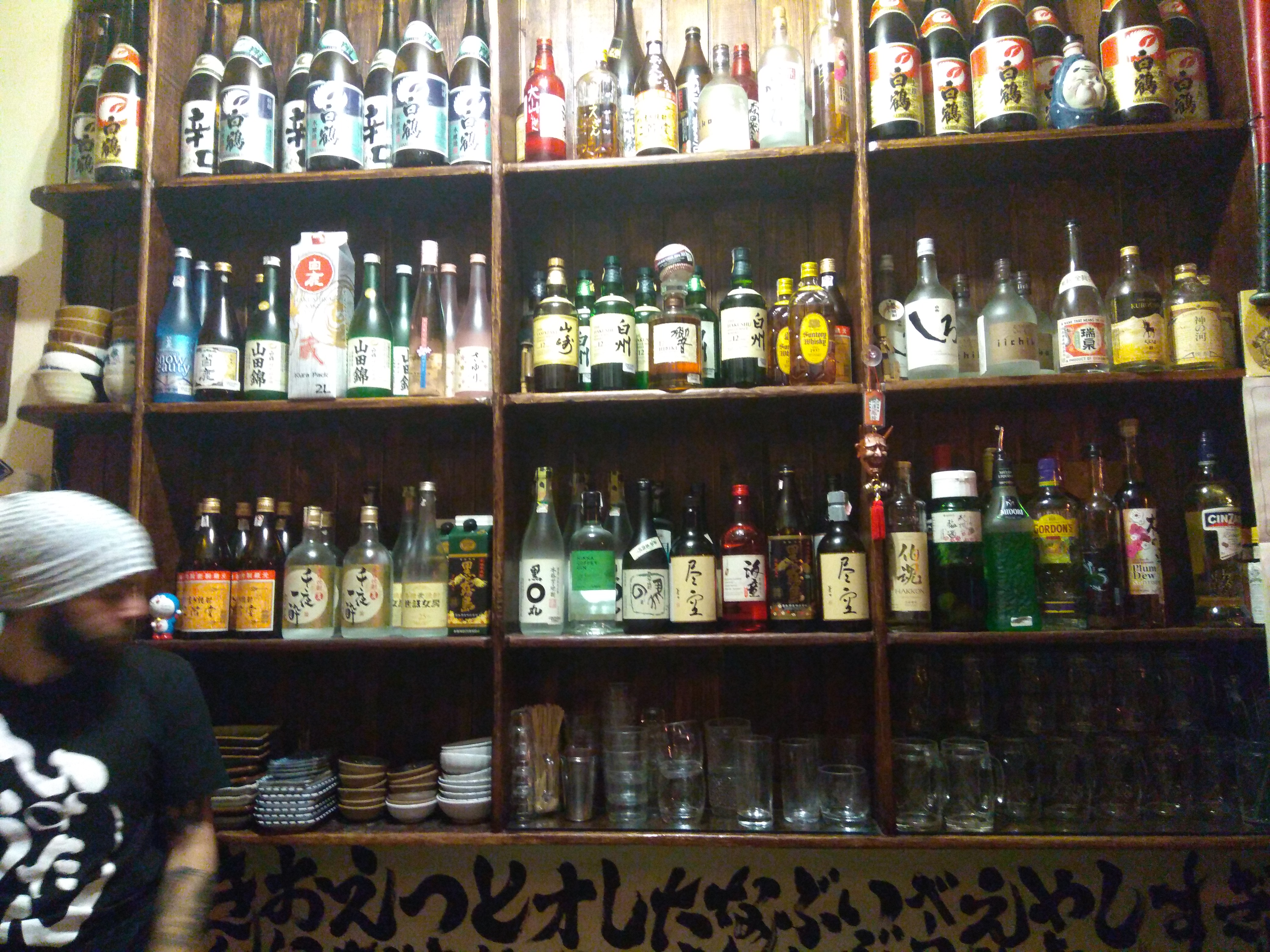
Bar tipo izakaya em Curitiba.

A culinária japonesa no Brasil é uma adaptação da culinária do Japão criada no Brasil para se adequar às necessidades dos imigrantes japoneses radicados neste país e atualmente para se harmonizar ao paladar brasileiro nos restaurantes que servem alimentos típicos do Japão.

## História

### Chegada

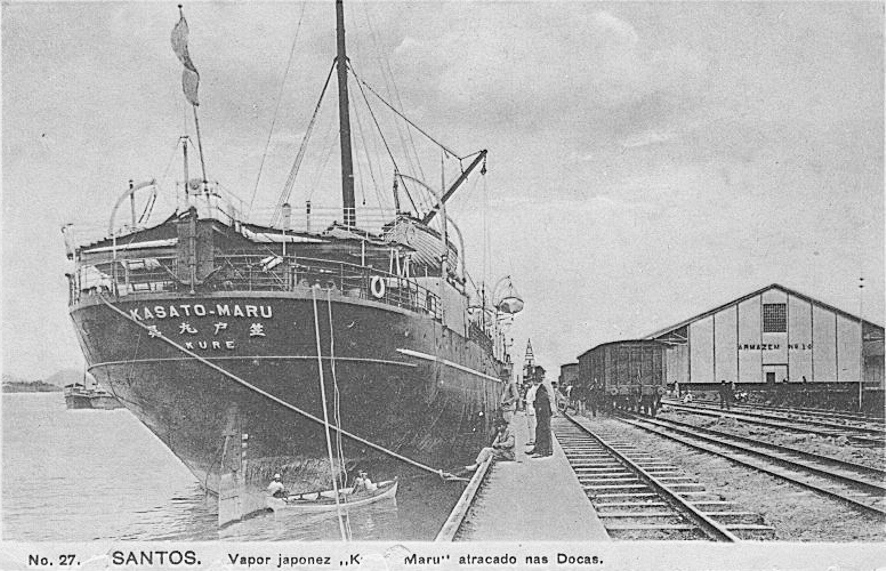
Kasato Maru

Em 1907 foi assinado um contrato entre o governo de São Paulo e a Empire Emigration Company, para introdução do braço japonês na lavoura cafeeira.

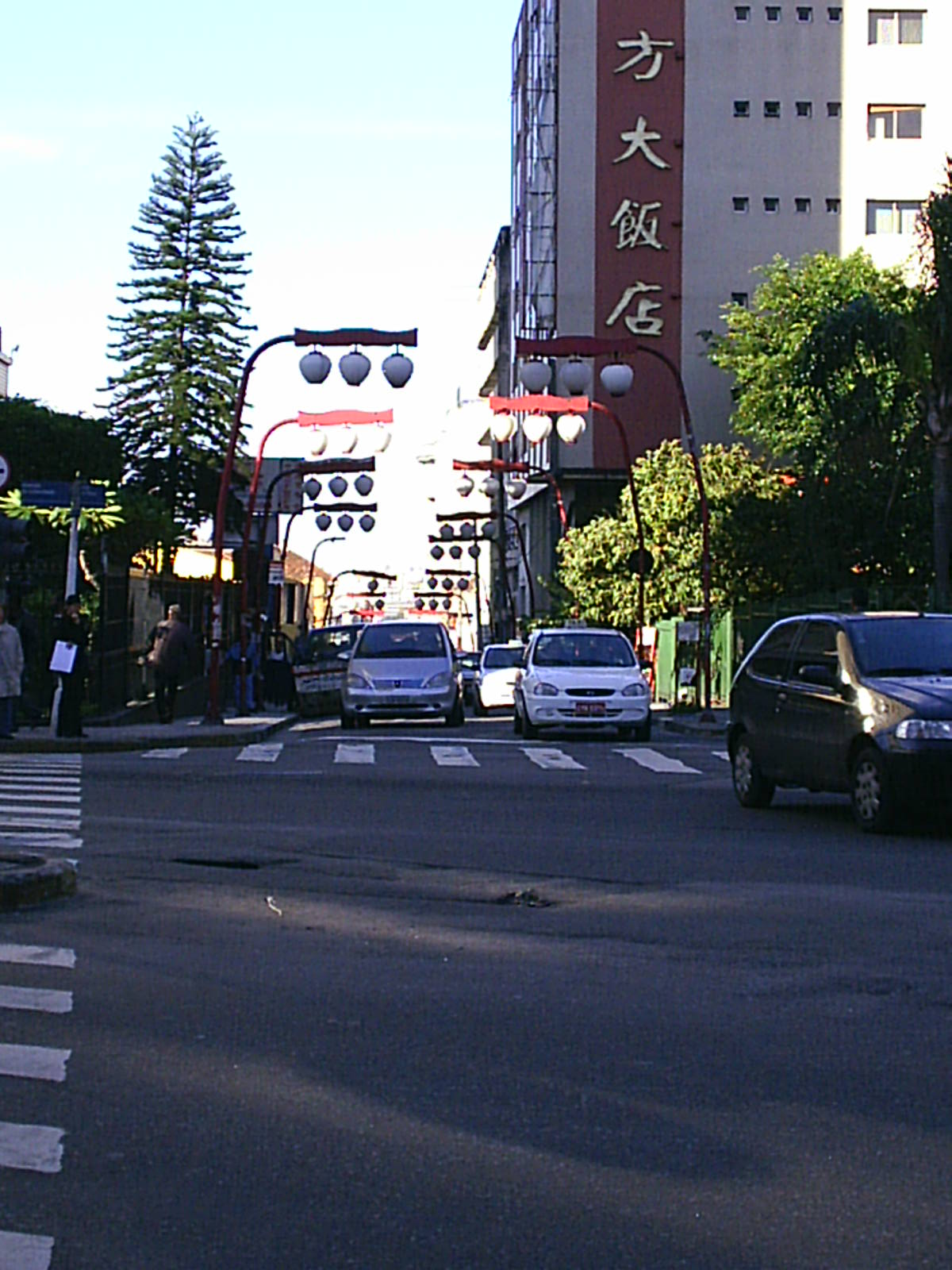
Vista de uma das ruas do bairro da Liberdade.

Os primeiros japoneses que vieram para o Brasil o fizeram a bordo do navio Kasato Maru, desembarcando no porto de Santos, seguindo para a Hospedaria dos Imigrantes, em São Paulo com objetivo de trabalhar nos cafezais. Na década de 1920, muitos trocaram os cafezais pelas atividades hortifrutigranjeiras.

### Adaptação
Um dos problemas dos japoneses foi a diferença na alimentação. A primeira refeição em solo brasileiro foi o arroz e feijão. Mesmo conhecendo ambos, a consistência do arroz não era como estavam acostumados e o feijão era consumido por eles como doce. Outra característica peculiar dos brasileiros da época era usar gordura de porco, farinha de milho, farinha de mandioca e alho, o que ocasionou bastante estranheza ao paladar japonês. Naquela época era difícil encontrar peixes, verduras e legumes, pois não faziam parte da dieta local.

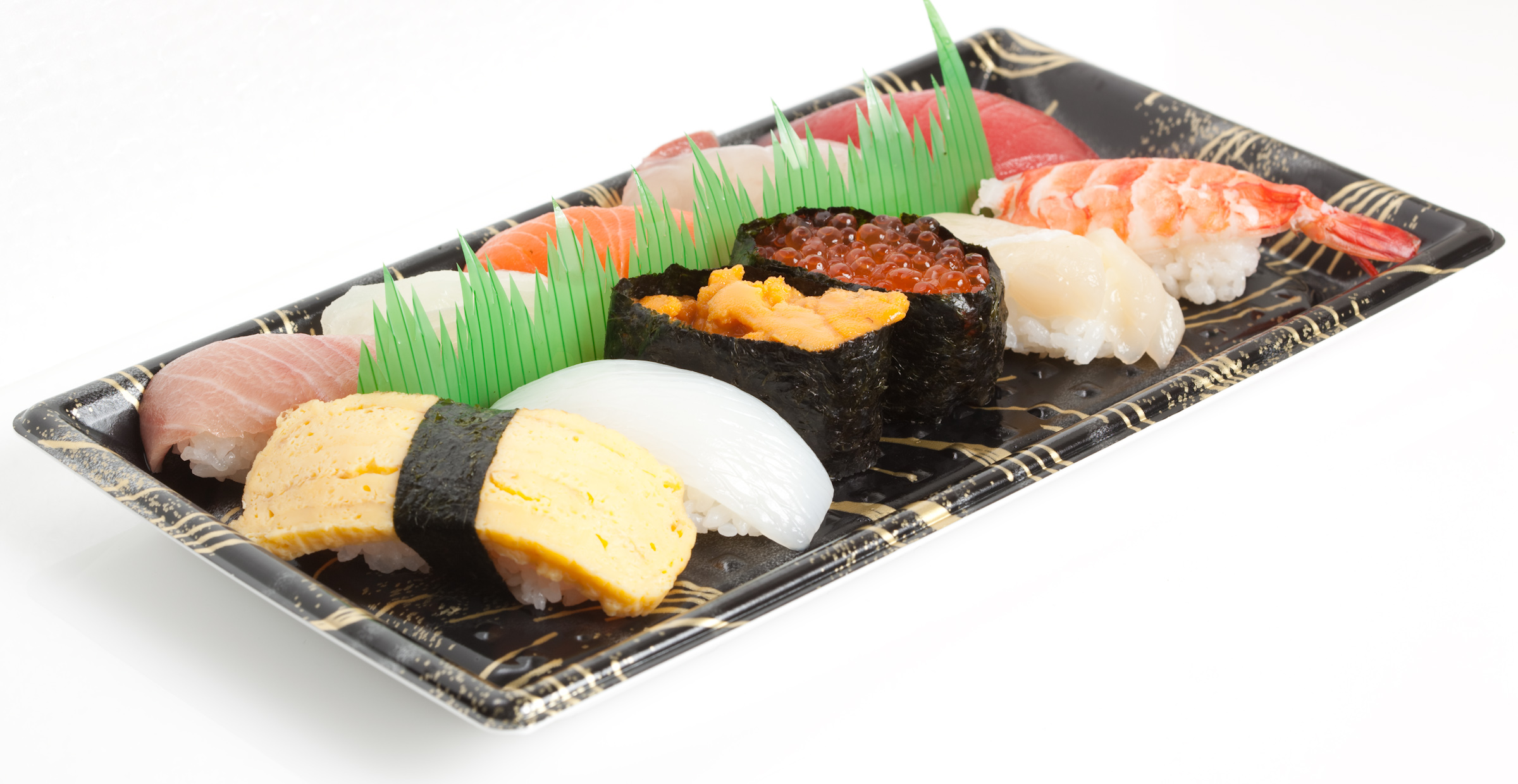
Bandeja com sushi

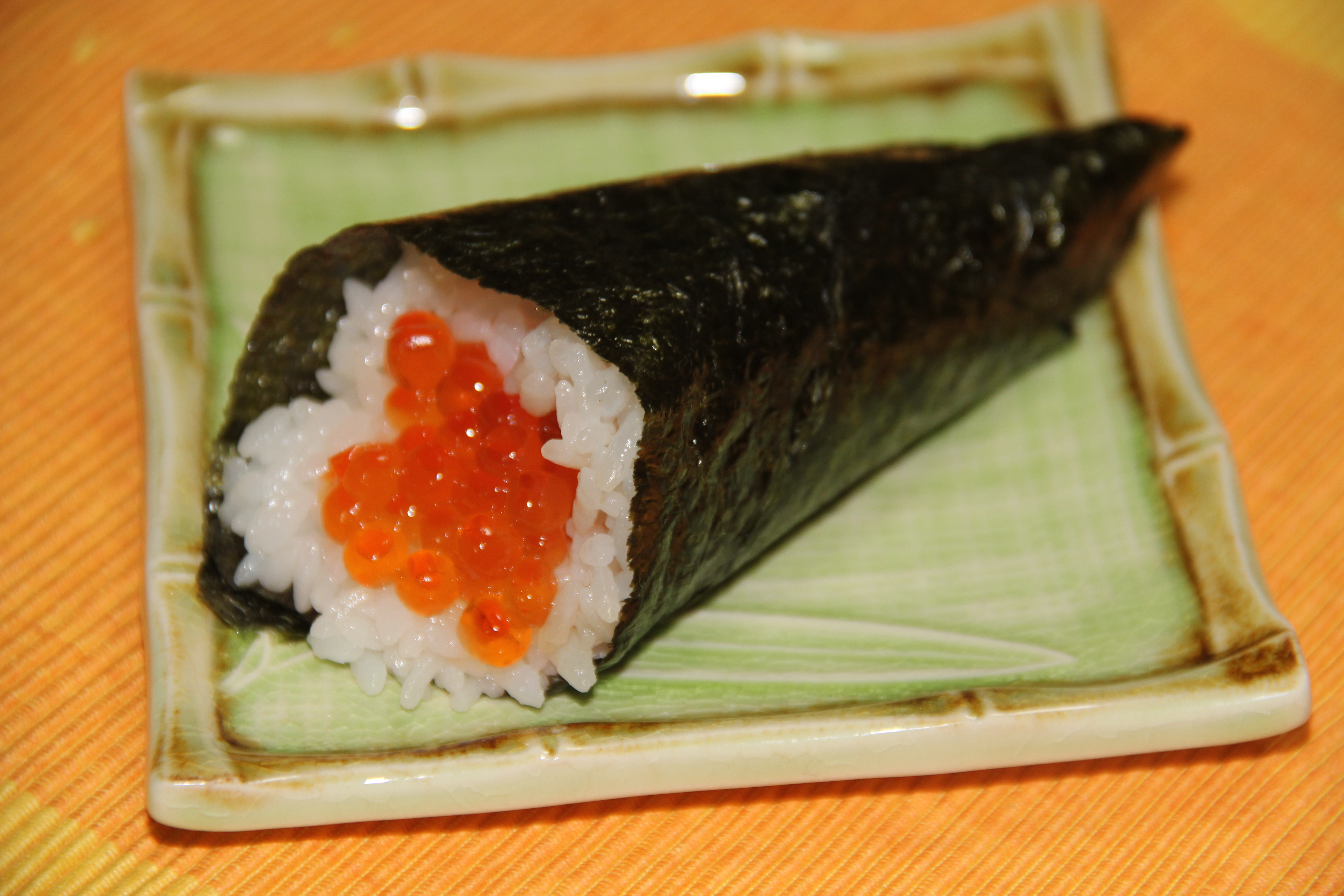
Temaki

Por algum tempo a alimentação dos japoneses foi arroz e bacalhau por ser o mais próximo do que estavam acostumados. Como não sabiam dessalgar o bacalhau, inicialmente somente o passavam na brasa . O arroz era cozido em água quente e servido pela manhã, no café. Com o passar do tempo, devido ao alto valor do arroz, o consumo foi reduzido e ele foi substituído por bolinhos de fubá, farinha de mandioca, de milho, os quais misturavam ao café. As conservas, também fundamentais na culinária japonesa, não existiam no Brasil naquela época. Assim, os japoneses tiveram que fazer adaptações, como picles de mamão. Mais tarde começaram a fabricar o missô (pasta salgada de soja) e o shoyu (molho de soja).

## Difusão
Quando os japoneses mudaram das fazendas de café para a capital concentraram-se no bairro da Liberdade. Mais especificamente na rua Conde de Sarzedas, por possuir aluguéis mais baratos e ser próximo do centro. Algumas residencias possuíam porões totalmente independentes do resto da casa, assim, foram nestes locais que surgiram casas de comidas japonesas.
Os japoneses trouxeram para o Brasil frutas, legumes e vegetais que não existiam na culinária brasileira. Criaram cinturões verdes, cultivaram áreas antes consideradas inférteis e provocaram uma mudança dos hábitos alimentares brasileiros.
A culinária japonesa tornou popular no Brasil a partir da década de 1980, principalmente na capital paulista, onde vive mais de 300 mil japoneses e descendentes. No entanto, foi apenas na década de 1990 que houve uma grande adesão pelos brasileiros à culinária japonesa, principalmente por se tratar de uma comida saudável, equilibrada e saborosa. O sushi ficou tão conhecido que pode ser encontrado em buffets por kilo, churrascarias, supermercados e sacolões. A abertura de inúmeros  rodízios japoneses pela cidade de São Paulo mostra a demanda por este tipo de alimentação. Dados coletados da Abresi (Associação Brasileira de Gastronomia, Hospedagem e Turismo) em 2013, mostravam que em São Paulo havia 600 restaurantes japoneses contra 500 churrascarias, chegando a produzir 400 mil sushis por dia.

## Atualidade

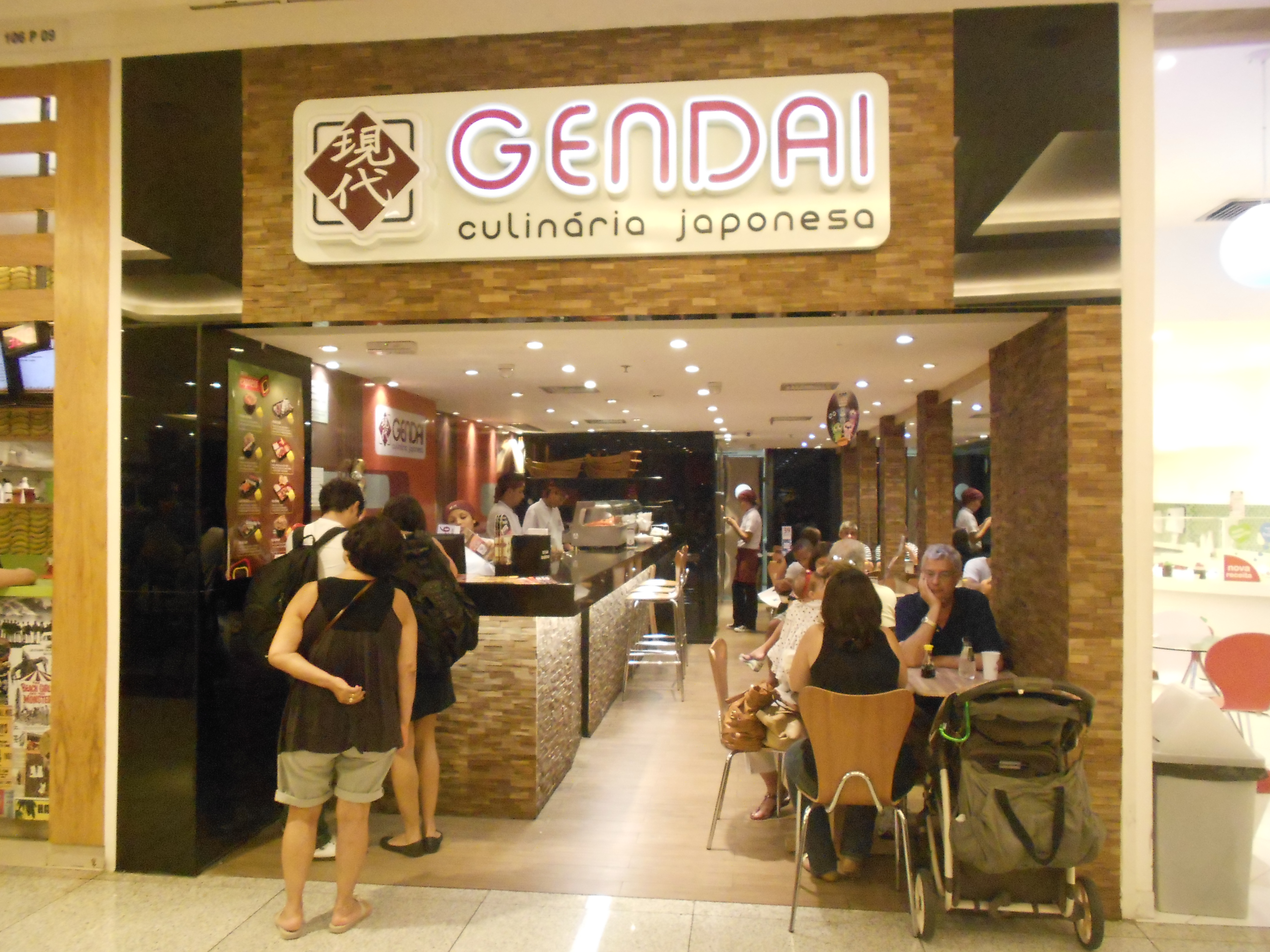
Restaurante japonês na Zona Oeste do Rio de Janeiro.

Apesar das diferenças culturais e alimentares a culinária japonesa ganhou adeptos entre os brasileiros. Os restaurantes que oferecem comidas de outros países tendem a fazer alterações e adaptações as comidas, podendo inclusive criar novas versões para determinados pratos preservando algumas características originais. Exemplos destas modificações são o hot roll, o sushi empanado e frito.
Com a difusão foram abertos buffets livres, também chamados de rodízios nos quais a culinária japonesa é mais acessível. O primeiro restaurante inaugurado com este sistema foi no início da década de 1990, em Ipanema, Rio de Janeiro, com o nome de Mariko.  Em 1997, surgiu o Aoyama em São Paulo no bairro de Itaim Bibi. No Japão não existe o serviço de rodízio, o mais próximo desse modelo é o tabehôdai, no qual se cobra um preço fixo. Também não existem as temakerias no Japão, um serviço de fast-food que oferece o temaki: Sushi enrolado em cone de alga e com recheios diversos. A primeira temakeria foi aberta na cidade de São Paulo na Vila Olímpia em 2003, o Temaki Express.